# Bhawan Bahadur Nagar
Bhawan Bahadur Nagar (vaak afgekort tot B. B. Nagar) is een nagar panchayat (plaats) in het district Bulandshahr van de Indiase staat Uttar Pradesh.

## Demografie
Volgens de Indiase volkstelling van 2001 wonen er 9.327 mensen in Bhawan Bahadur Nagar, waarvan 53% mannelijk en 47% vrouwelijk is. De plaats heeft een alfabetiseringsgraad van 60%.